# III. Albert osztrák herceg

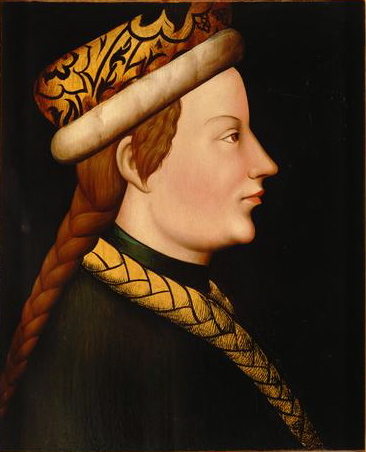
III. Albert

III. Albert, ismert mellékneve Lófarkas, németül: Herzog Albrecht III "mit dem Zopf" (Bécs, 1349 – Laxenburg, 1395. augusztus 29.) osztrák herceg 1365-től.

## Élete
Bécsben született 1349-ben II. Albert harmadik fiaként. Habár az apa első fiát, Rudolfot jelölte ki örökösének, Albert nem sokkal apja 1358-as halála után megszerezte a hatalmat két bátyja, IV. Rudolf és III. Frigyes elől, majd később öccsével, III. Lipóttal osztotta meg azt.
1377-ben Albert keresztes hadjáratra indult a pogány litvánok és samogitánok ellen a Baltikumba.
Miután IV. Rudolf és III. Frigyes utód nélkül hunytak el, Albert és Lipót léptek trónra 1379-ben. Majd a neubergi egyezményben felosztották maguk között Ausztriát. Albert kapta az ország központi részét, Lipót pedig Felső-Ausztriát, Stájerországot, Karintiát és Tirolt. Albert uralkodása hasznos volt a birodalomra nézve. Támogatta a tudományokat és a művészeteket. Albert autodidakta módon kitűnő eredményeket ért el, különösen a matematika terén. Kibővítette az Bécsi Egyetemet, és újra rendezte a várost.
Albert 1395-ben hunyt el a Laxenberg kastélyban. A bécsi Szent István-dóm hercegi kriptájában temették el.

## Családja
III. Albert kétszer házasodott meg. Először 1366. március 19-én házasodott össze Csehországi Erzsébettel (1358 – 1373), IV. Károly német-római császár lányával. Felesége gyermektelenül halt meg tizenöt évesen. Másodszor Nürnbergi Beatrixot vette el V. Frigyes nürnbergi őrgróf és Meisseni Erzsébet lányát, aki megszülte Albert egyetlen fiát, Albertet, aki IV. Albert néven követte apját a trónon. Meisseni Erzsébet az osztrák Babenbergek egyik távoli leszármazottja volt.
| Előző uralkodó: IV. Rudolf | Ausztria hercege 1365 – 1395 Alsó-Ausztriában | Következő uralkodó: IV. Albert |

| Karintiai herceg (1365. július 27. – 1379) | Utód: Vilmos |
| Stájer herceg (1365. július 27. – 1379)    | Utód: Vilmos |
| Tiroli gróf (1365. július 27. – 1379)      | Utód: Vilmos |